# 3,4,5-trimethoxyamfetamine
3,4,5-trimethoxyamfetamine (afgekort TMA), is een zogenaamde designerdrug die structureel verwant is aan mescaline (M). Deze laatste is een fenethylamine, terwijl TMA een amfetamine (d.i. alfa-methylfenethylamine) is. Het is een psychoactive drug waarvan de eerste resultaten in de wetenschappelijke literatuur verschenen in 1955. Het Amerikaanse leger heeft in Edgewood Arsenal TMA (met als codenaam EA-1319) bestudeerd als potentieel chemisch wapen.
TMA is een trimethoxyamfetamine. Er zijn in totaal zes isomeren mogelijk waarbij de methoxygroepen onderling van plaats veranderen op de fenylring. Al deze isomeren (TMA-2, TMA-3, TMA-4, TMA-5 en TMA-6) zijn gesynthetiseerd en farmacologisch getest geweest.
Verder is TMA een zogenaamd essentieel amfetamine. Essentieel is een anglicisme dat duidt op "essence": Engels voor extract. Het is via synthetische weg namelijk mogelijk TMA te bereiden vanuit elemicine, een allylbenzeenderivaat dat men kan terugvinden in Elemi-olie.

## Effecten
Alexander Shulgin beschreef de werking van TMA in PiHKAL en raadde een dosis van 100-250 mg aan (1,7 MU). Daniel Trachsel stelde een dosis van 150-250 mg voor. Voor Shulgin had deze stof vooral negatieve kanten (makkelijk geïrriteerd, gewelddadig gedrag) terwijl Trachsel enkel positieve kanten opmerkte.

## Wetgeving
- België: De wetgeving omtrent het bezit van TMA is vastgelegd in het KB van 22/01/1998 (Koninklijk Besluit tot reglementering van sommige psychotrope stoffen). Deze stelt dat: Niemand mag zonder voorafgaande algemene vergunning van Onze Minister onder bezwarende titel of om niet, psychotrope stoffen invoeren, uitvoeren, vervaardigen, in bezit hebben, verkopen of te koop stellen, afleveren of aanschaffen. Deze vergunning is persoonlijk en beperkt tot wetenschappelijke en medische doeleinden.
- Maleisië: De drugwetgeving van Maleisië ligt vast in de Dangerous Drugs Act 1952. Indien men minder dan 5 g TMA in bezit heeft kan men een straf krijgen van 5000 ringgit en/of een gevangenisstraf van niet langer dan twee jaar. Indien men in bezit is van 5 tot 30 g TMA, dan is de te verwachten straf niet minder dan twee maar niet langer dan vijf jaar gevangenis, en niet minder dan drie maar niet meer dan negen zweepslagen. Meer dan 30 g TMA in bezit hebben betekent een veroordeling van minimaal vijf jaar cel en maximaal levenslang, samen met niet minder dan tien zweepslagen. Bezit men echter 50 g (of meer), dan wordt dit gelijkgesteld aan handel in verdovende middelen, wat leidt tot de doodstraf.[1]
- Nederland: De Opiumwet (Lijst I) bepaalt dat bezit, bereiding, bewerking, vervoer en verkoop van TMA verboden zijn.
- Verenigde Staten: Bezit en handel van TMA is verboden op basis van de Controlled Substances Act (CSA). De stof staat in de Schedule I-lijst. DEA Controlled Substance Code Number: 7390.